# Alfonso Barnuevo
Alfonso Barnuevo Sebastián de Erice (Albacete, 12 de diciembre de 1963) es un diplomático español. Fue embajador de España en Guinea Ecuatorial (2020-2023).

## Biografía
Licenciado en Derecho, ingresó en 1990 en la carrera diplomática. En España, ha trabajado en el Gabinete del ministro de Asuntos Exteriores y, en distintos periodos, fue subdirector de Comunicación Exterior y subdirector de la Oficina de Información Diplomática en el Ministerio de Asuntos Exteriores.
Ha estado destinado en las representaciones diplomáticas españolas en Gabón, Polonia y China. Fue consejero técnico en el Gabinete del ministro de Asuntos Exteriores, segundo jefe en la embajada de España en Siria y consejero en la representación permanente de España ante las Naciones Unidas. De 2006 A 2008 fue subdirector general de Comunicación Exterior y desde septiembre de 2008 a octubre de 2011, embajador de España en Namibia, donde fue sustituido por María del Carmen Díez Orejas. Posteriormente se ha desempeñado como embajador en Nigeria y en Benín y representante Permanente de España ante la CEDEAO entre el 2014 y 2017.  Desde 2017 ha ejercido el cargo de cónsul general de España en la República Dominicana.
A mediados del 2020 fue nombrado embajador en Guinea Ecuatorial.